# Max Wölfing
Max Wölfing (* 8. September 1847 in Hildburghausen; † 1. Dezember 1928 in Berlin) war ein deutscher evangelischer Feldpropst.

## Leben
Wölfing wurde als Sohn des Superintendenten Ernst Balthasar Wölfing (1806–1876) geboren und studierte nach dem Abitur Theologie an den Universitäten Göttingen, Berlin und Jena. In Göttingen wurde er Mitglied des Corps Hannovera. Nach einer ersten Anstellung als Hilfsprediger in Meiningen wurde er Vikar am Dom zu Bremen. Anschließend wurde er Militärgeistlicher; zunächst in Frankfurt am Main und 1876 an der Garnisonkirche in Berlin. Im Jahre 1887 erfolgte seine Ernennung zum Garnisonspfarrer in der Festung Metz, von wo er als Militäroberpfarrer nach Posen versetzt wurde. 1896 wurde Wölfing zum Oberpfarrer beim Gardekorps und beim 3. Armee-Korps sowie zum Divisionspfarrer bei der 2. Garde-Infanterie-Division in Berlin befördert. 1898 wurde er Konsistorialrat und im Jahr 1905 Feldpropst der Preußischen Armee. Diese Funktion bekleidete er im Ersten Weltkrieg im Heer und der Marine bis zu seinem Ausscheiden aus dem Dienst im Jahr 1918. Sein Nachfolger als wurde Erich Schlegel.
Wölfing war Ehrendoktor der Universität Marburg und Geheimer Konsistorialrat. Zu seinen Söhnen gehört der Offizier, Kaufmann und Hochseesegler Wilhelm Wölfing.

## Auszeichnungen
- Roter Adlerorden II. Klasse[1]
- Kronen-Orden II. Klasse mit Stern
- Rote Kreuz-Medaille III. Klasse
- Ehrengroßkomtur des  Oldenburgischen Haus- und Verdienstordens des Herzogs Peter Friedrich Ludwig
- Komtur I. Klasse des Herzoglich Sachsen-Ernestinischen Hausordens